# Osterburg (Deckbergen)

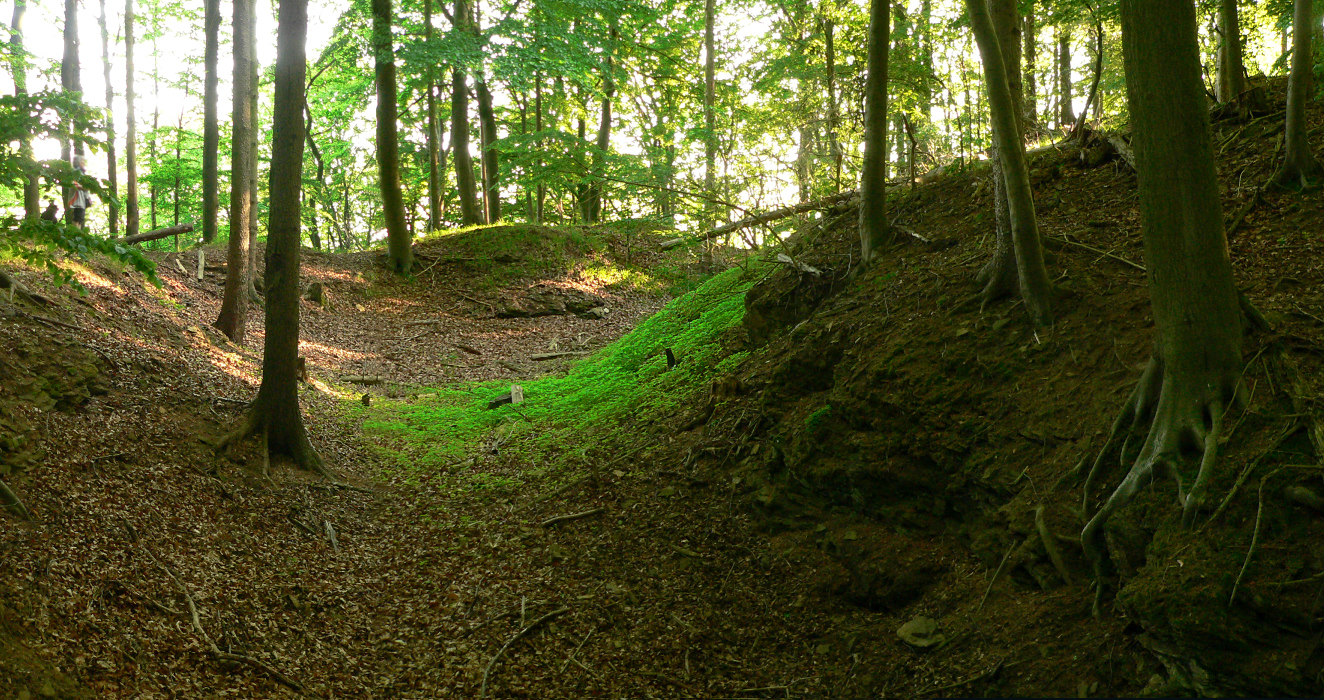
Burggraben, rechts der Burghügel der Hauptburg

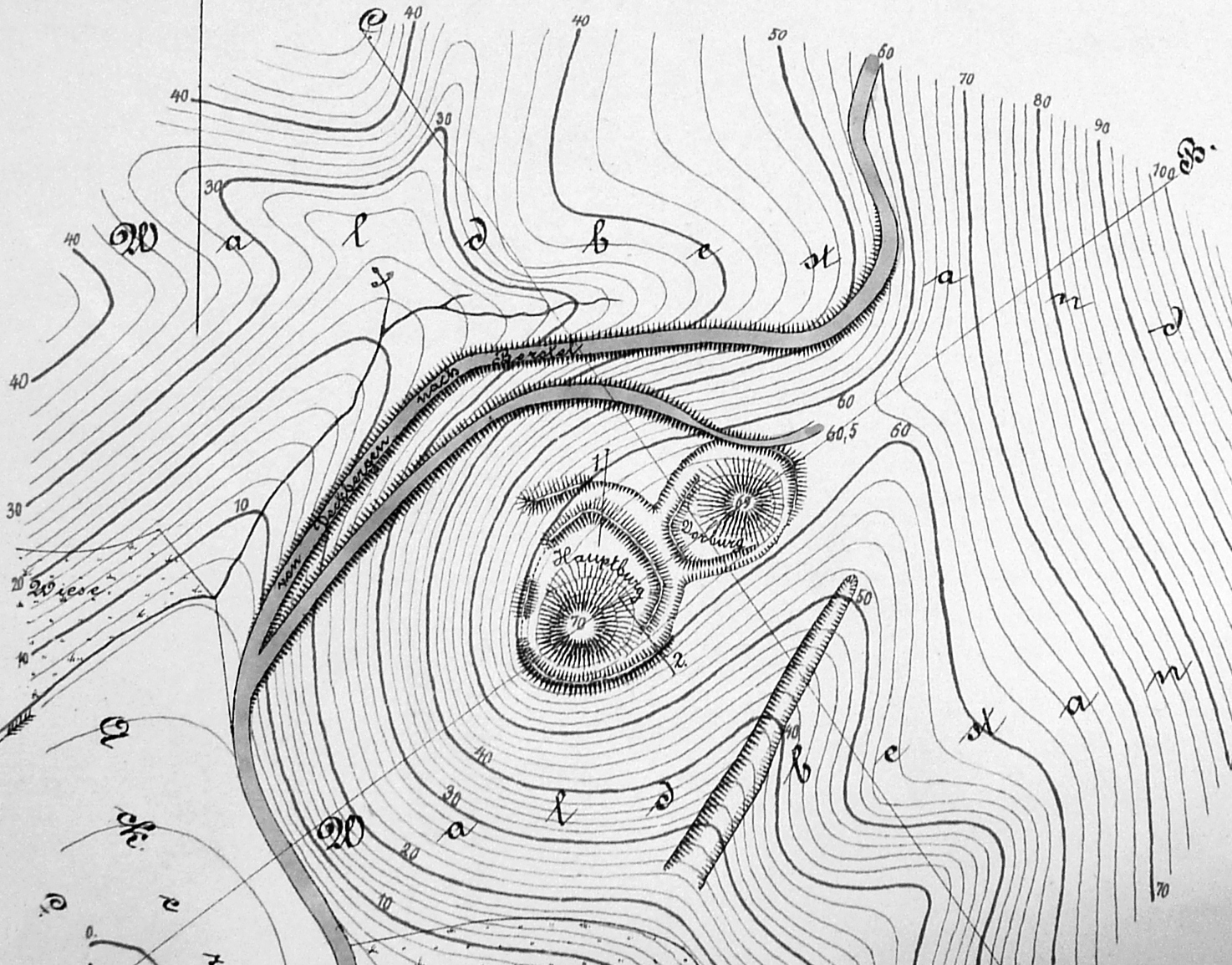
Lageskizze von Carl Schuchhardt um 1916

Die Osterburg ist der Burgstall einer mittelalterlichen Burg im Wesergebirge bei Deckbergen in Niedersachsen. Mit zwei Burghügeln ist sie eine seltene Mischung zwischen einer im Bergland verbreiteten Höhenburg, hier als Doppelburg wie die westfälische Burg Altenfels, und dem im Flachland verbreiteten Burgtyp der Motte, hier als Doppelmotte.

## Lage
Die Reste der Burganlage befinden sich unter Wald auf dem südwestlichen Vorsprung der Osterburger Egge, einem Höhenzug im Wesergebirge. Unmittelbar westlich der Anlage querte ein Passweg  das Wesergebirge, der als wichtiger Verkehrsweg aus dem Tal der Weser nach Norden in das Tal der Bückeburger Aue führte. Heute verläuft hier eine Kreisstraße. Von der strategisch günstig gewählten Stelle der Burganlage ließen sich das südlich liegende Wesertal und die Nord-Süd-Querung des Wesergebirges überwachen.

## Beschreibung
Die Osterburg bestand aus zwei benachbarten, voneinander unabhängigen Burgen auf zwei Hügeln, die durch einen Abschnittsgraben getrennt waren. Nach außen waren sie durch Erdwälle und einen tiefen Burggraben gesichert. In den Wällen werden die Reste einer Ringmauer vermutet, worüber erst archäologische Untersuchungen Aufschluss geben können.
Der nördliche und kleinere Burghügel scheint jüngeren Datums zu sein. Die ovale Anlage hat einen Durchmesser von etwa 40 × 50 m und eine Höhe von rund 3 m. In Richtung zum südlich anschließenden, größeren Burghügel bestand ein Bereich einer kleinen Vorburg. Die Hauptburg hat eine Fläche von etwa 50 × 70 m und eine Höhe von bis zu 7 m. Auf ihr weist ein runder Schutthügel mit Steinresten auf das ehemalige Vorhandensein eines Rundturms aus Bruchsteinen hin.
Bodenanomalien und Vertiefungen auf den Burghügeln deuten auf eingefallene Keller früherer Gebäude hin, die hier als Wirtschafts- und Wohngebäude zu erwarten sind. Die Löcher können zum Teil auch durch Raubgrabungen entstanden sein, die bereits größere Schäden an den Resten der Burganlage verursacht haben.
Die ausgeprägten Bodenformen der Anlage sind noch heute im Gelände deutlich erkennbar, vor allem durch den umlaufenden Ringgraben in Form einer Acht. An der Burgstelle befindet sich heute eine Informationstafel mit einem erläuternden Text, die die Anlage im Grundriss und als Rekonstruktionsversuch darstellt.

## Geschichte
Die Geschichte der Osterburg ist weitgehend unbekannt. Urkundlich erwähnt wurde sie erstmals im Jahre 1121. Bei den Besitzern handelte es sich Urkunden zufolge um die verschwisterten Stiftsdamen Rasmonda, Bertheide sowie Wicburga aus Wunstorf und Freckendorf in Westfalen. Sie sollen die Burg von ihrem Onkel Thuringus geerbt haben. Die Erbauer stammen vermutlich aus dem Umkreis der Grafen von Roden. Die Burganlage ist als ein Vertreter der mittelalterlichen Dynastenburg aus dem 11. und 12. Jahrhundert anzusehen. Sie dürfte in den Auseinandersetzungen der Grafen von Roden und der Grafen von Schaumburg um die Vorherrschaft im Weserraum eine Rolle gespielt haben. Es ist zu vermuten, dass sie im Zusammenhang mit diesen Kämpfen aufgegeben und zerstört worden ist.